# Parco nazionale impenetrabile di Bwindi
Il Parco nazionale impenetrabile di Bwindi (in inglese: Bwindi Impenetrable National Park) è un'area naturale protetta dell'Uganda sudoccidentale. Si trova lungo il confine con la Repubblica Democratica del Congo, vicino al Parco Nazionale dei Virunga e ai margini della Fenditura Albertina. Composto da 321 km2 di foresta sia di pianura che montana, è accessibile solo a piedi. È un sito del patrimonio mondiale designato dall'Organizzazione delle Nazioni Unite per l'educazione, la scienza e la cultura.
La diversità delle specie è una caratteristica del parco. Fornisce l'habitat per 120 specie di mammiferi, 350 specie di uccelli, 310 specie di farfalle, 27 specie di rane, camaleonti, gechi e molte specie in via di estinzione. Dal punto di vista floristico, il parco è tra le foreste più diversificate dell'Africa orientale, con oltre 1.000 specie di piante da fiore, tra cui 200 specie di alberi e 104 specie di felci. Il settore settentrionale (bassa altitudine) ospita molte specie di flora guineo-congolese, tra cui due specie in via di estinzione, il mogano bruno e la Brazzeia longipedicellata. In particolare, l'area condivide gli alti livelli di endemismi del Rift Albertino.
Il parco è un santuario per scimmie colobo, scimpanzé e molti uccelli come buceri e turachi. È noto soprattutto per i 400 gorilla Bwindi, metà della popolazione mondiale di gorilla di montagna in via di estinzione. Quattordici gruppi di gorilla di montagna vivono in quattro diversi settori di Buhoma, Ruhijja, Rushaga e Nkuringo rispettivamente nei distretti di Kanungu, Kabale e Kisoro, tutti sotto la gestione dell'Uganda Wildlife Authority.

## Storia

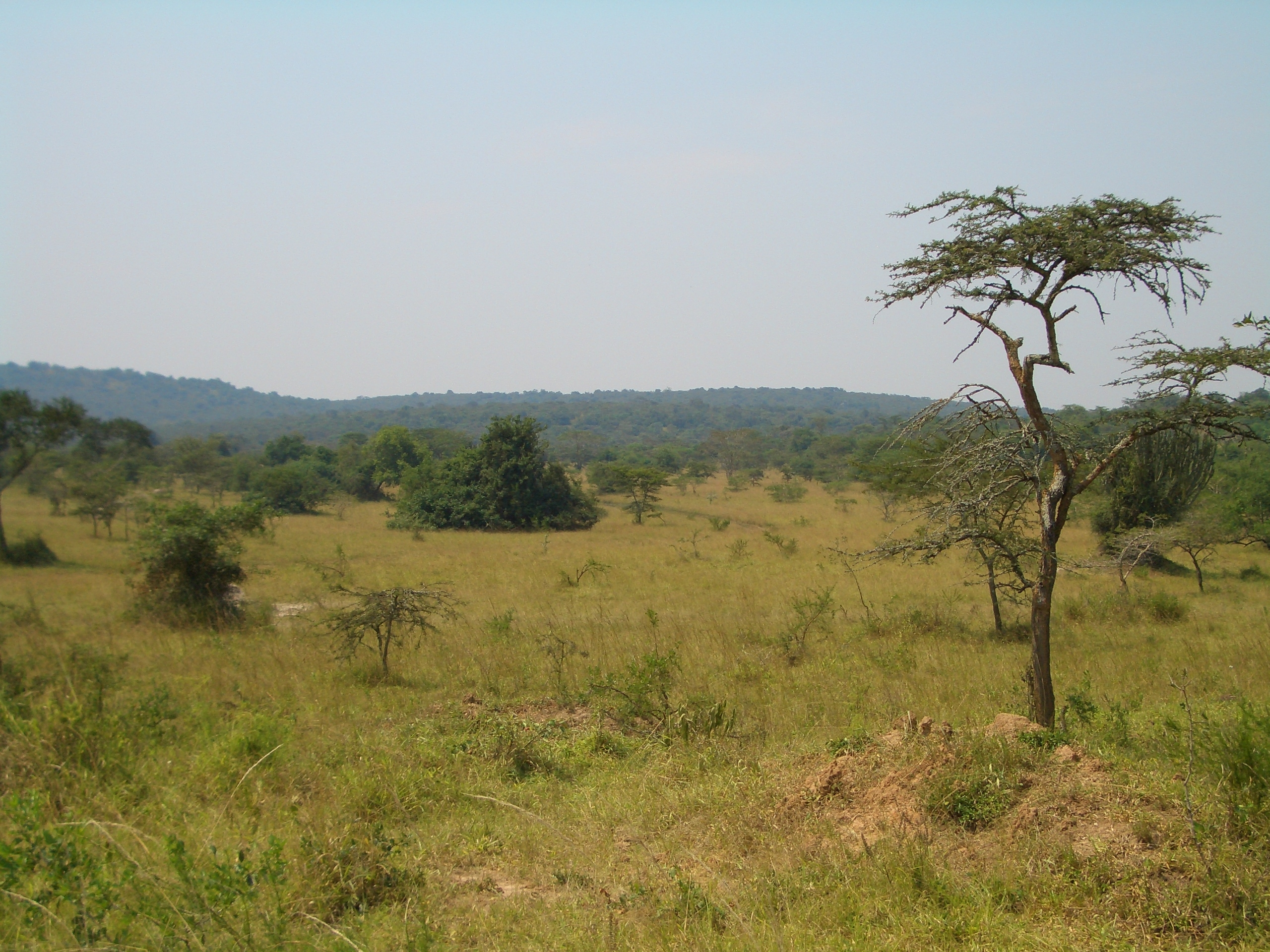
Parco Nazionale Impenetrabile di Bwindi

Confini del parco

Nel 1932, due blocchi della Foresta Impenetrabile di Bwindi furono designati come Riserve Forestali della Corona. Il blocco settentrionale è stato designato come "Kayonza Crown Forest Reserve" e il blocco meridionale come "Kasatora Crown Forest Reserve". Queste riserve avevano un'area complessiva di 207 chilometri quadrati. Nel 1942, le due riserve furono unite e ampliate, quindi rinominate Impenetrabile Foresta della Corona Centrale. Questa nuova area protetta copriva 298 chilometri quadrati ed era sotto il controllo congiunto dei dipartimenti di caccia e forestali del governo ugandese.
Nel 1964, la riserva fu designata come santuario degli animali per fornire una protezione extra ai suoi gorilla di montagna e rinominata Riserva Forestale Centrale Impenetrabile. Nel 1966, altre due riserve forestali entrarono a far parte della riserva principale, aumentando la sua area a quasi 321 km2. Il parco ha continuato ad essere gestito sia come santuario della caccia che come riserva forestale.
Nel 1991, la Riserva Forestale Centrale Impenetrabile, insieme alla Riserva dei Gorilla di Mgahinga e alla Riserva dei Monti Rwenzori, è stata designata come parco nazionale e rinominata Parco Nazionale Impenetrabile di Bwindi.  Copriva un'area di 330,8 chilometri quadrati. La riclassificazione del parco ha avuto un grande impatto sul popolo indigeno Batwa, che è stato sfrattato dalla foresta e non ha avuto più il permesso di entrare nel parco o di accedere alle sue risorse. Il monitoraggio dei gorilla è diventato un'attività turistica nell'aprile 1993. Nel 1994, un'area di 10 km2 è stata incorporata nel parco ed è stata iscritta nella lista del patrimonio mondiale. La gestione del parco cambiò quando l'Uganda National Parks, da allora rinominato Uganda Wildlife Authority, divenne responsabile del parco. Nel 2003, un pezzo di terra vicino al parco con una superficie di 4,2 chilometri quadrati è stato acquistato e incorporato nel parco.
Nel marzo 1999, una forza di 100-150 ex guerriglieri ruandesi Interahamwe si infiltrò oltre il confine dalla RDC e rapì 14 turisti stranieri e la loro guida ugandese dal quartier generale del parco, liberandone infine sei e uccidendo i restanti otto con machete e bastoni. Secondo quanto riferito, diverse vittime sono state torturate e almeno una delle vittime femminili è stata violentata. La guida ugandese è stata cosparsa di benzina e data alle fiamme. L'attacco di Interahamwe aveva lo scopo di "destabilizzare l'Uganda" e spaventare il traffico turistico dal parco, privando il governo ugandese di entrate. Il parco è stato costretto a chiudere per diversi mesi e la popolarità dei tour dei gorilla ha sofferto molto per diversi anni, anche se da allora la partecipazione è ripresa grazie alla maggiore stabilità dell'area. Una guardia armata accompagna ora ogni gruppo turistico.

## Geografia e clima
A causa della sua eccezionale biodiversità e della presenza di importanti popolazioni di specie a rischio (in particolare gorilla di montagna), il parco è stato dichiarato patrimonio dell'umanità dall'UNESCO nel 1994.

## Territorio
Il parco fa parte della foresta impenetrabile di Bwindi (inglese: "Bwindi Impenetrable Forest") e si estende per un totale di 331 km2, in un'area caratterizzata da foresta tropicale o giungla e zone montuose. Si trova fra il confine con la Repubblica Democratica del Congo (nella zona del parco nazionale dei Virunga) e la Rift Valley. La "foresta impenetrabile" deve il suo nome al fatto che gran parte del territorio è raggiungibile con difficoltà e solo a piedi.
Complessivamente, quello di Bwindi è uno degli ecosistemi più ricchi d'Africa, e fornisce l'habitat per oltre 120 specie di mammiferi, 346 specie di uccelli, 202 specie di farfalle, 163 specie di alberi, 100 specie di felci, 27 specie di rane, camaleonti, gechi ed altre specie a rischio. In particolare, quest'area condivide lo stesso livello di endemismo della Rift Valley.

## Fauna
Fra i mammiferi compaiono diverse specie di primati, fra cui colobi, scimpanzé e gorilla di montagna (Gorilla beringei beringei); il parco ospita circa metà della popolazione mondiale di quest'ultima sottospecie, considerata a rischio.
I gorilla del parco, chiamati "gorilla Bwindi", sono divisi in quattro gruppi, di cui tre in completa libertà (chiamati Mubare, Katendegyere e Rushegura) e uno controllato dai progetti di ricerca della comunità scientifica.